# Salento (Quindío)

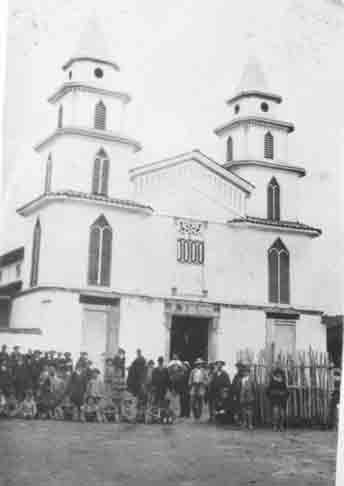
Iglesia de Salento en los años veinte.

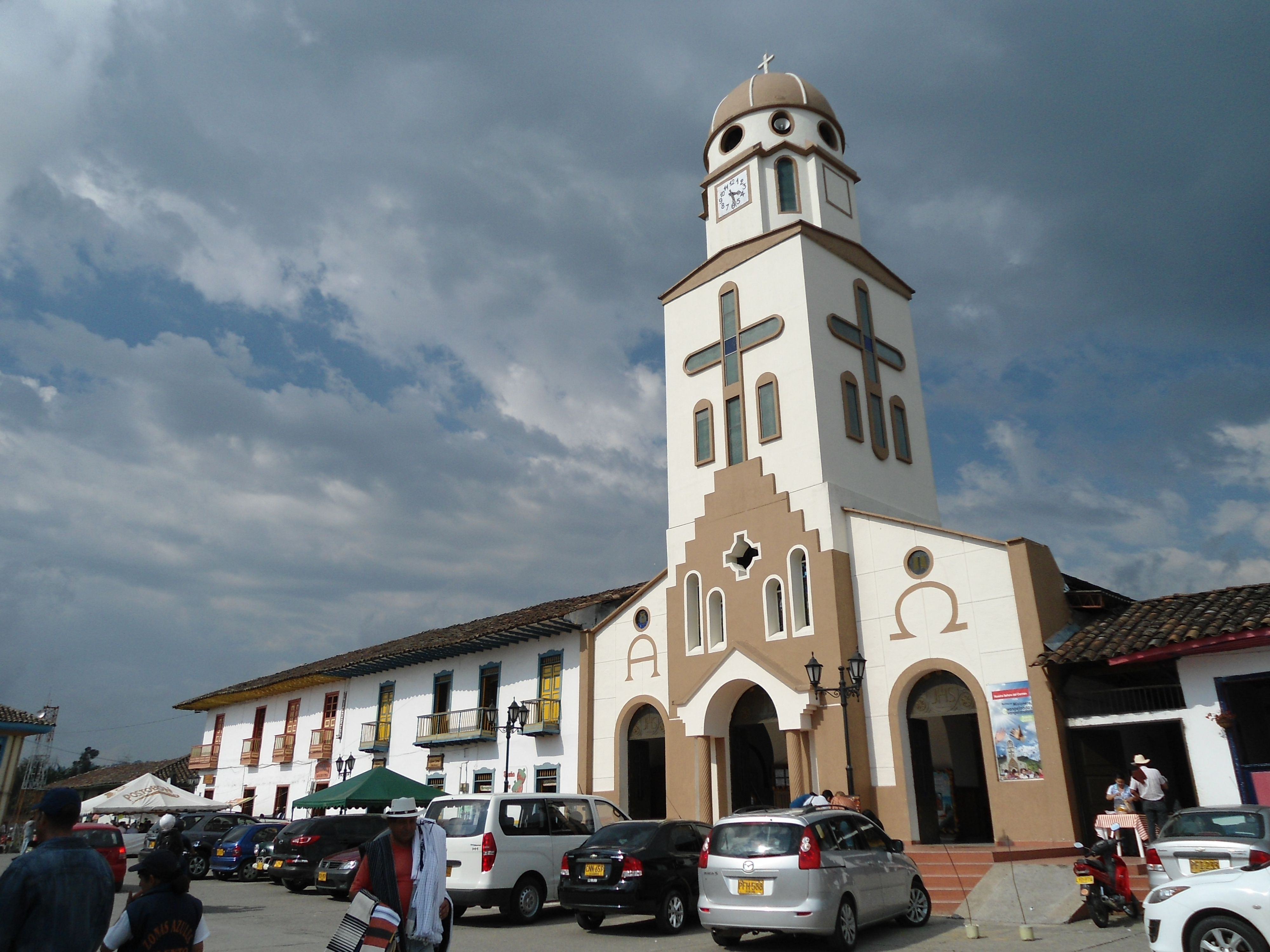
Iglesia Nuestra Señora del Carmen.

Salento es un municipio colombiano ubicado en el departamento del Quindío. Es conocido como el Municipio Padre del Quindío por ser el más antiguo de la región, y también como la Cuna de la Palma de Cera, árbol nacional de Colombia. Este municipio posee una amplia variedad de atractivos turísticos, entre los que destaca el Valle de Cocora, allí es posible realizar caminatas ecológicas y observar especies como el barranquero andino (Momotus aequatorialis), un ave típica de la zona.
Tiene una temperatura promedio de 17 °C y una población aproximada de 4.674 habitantes en su casco urbano y 5.748 en la zona rural. Se destaca por la arquitectura tradicional de su plaza y sus antiguas casas construidas en bahareque y tapia de barro. El sur-occiendente del área jurisdiccional del municipio está conurbado con la ciudad de Armenia, lo que hace que haga parte del área metropolitana de la misma.

## Localización
El municipio de Salento está situado al nororiente del departamento del Quindío, en los 4° 38′ 14″  latitud Norte y los 75° 34′ 15″ longitud oeste. Presentando alturas que van desde los 1300 (m s. n. m.) en la parte baja y 4750 (m s. n. m.) es su zona de nevados, limitando al norte con el Departamento de Risaralda, al sur con los Municipios de Calarcá y Armenia, al este con el Departamento del Tolima y al oeste con los municipios de Circasia y Filandia

## Historia
Los antecedentes de Salento se remontan al 5 de enero de 1830, cuando el libertador Simón Bolívar pasó por el "Camino del Quindío" o "Camino Nacional". Esa noche pernoctó en una vivienda de paja (tambo) en el sitio que hoy corresponde a la vereda Boquía. Bolívar ya había transitado este camino a principios del siglo XIX, luego de su victoria en el proceso independentista desde Perú. A su llegada a Santafé, promulgó un decreto-ley que ordenaba reparar y ampliar el Camino del Quindío, con el propósito de mejorar el tránsito por este corredor estratégico. Por esta misma ruta también viajaron los científicos Alexander von Humboldt, a petición de José Celestino Mutis, y Aimé Bonpland, quienes encontraron en la región un valioso inventario de flora y fauna. Asimismo, el prócer de la independencia Antonio Nariño recorrió este camino llevando consigo la imprenta y la traducción al castellano de los Derechos del Hombre, con el propósito de difundir estos ideales en el sur del país.
12 años después del paso del libertador, el presidente de la República, Gral. Pedro Alcántara Herrán crea la Colonia Penal el 16 de septiembre de 1842 en el “Valle de Boquía”, siendo este acontecimiento el inicio del poblado. Hacia allí llegaban prisioneros desde Santa fe, Ibagué, Cartago, Popayán y de otros lugares de la república. Estos prisioneros contribuyeron a mantener en buen estado el tramo el Camino del Quindío o Camino Nacional. En ese mismo año se realizó la primera Misa y se funda la primera parroquia que servía para todo el poblado.
Años más tarde, en septiembre de 1865 los habitantes de la aldea de Boquía decidieron trasladar la población al sitio denominado Barcinales (actual casco urbano) y cuyo nombre se debió a un árbol nativo que existía en esa época, debido a que en la aldea de Boquía era frecuente el desbordamiento de la quebrada Boquía y del río Quindío, lo cual causaba inundaciones y daños en viviendas y cultivos.
Desde ese momento cambia su nombre al de Villa de Nueva Salento por sugerencia del señor Ramón Elías Palau, primer Presidente de la Junta Pobladora, delegado por los jefes de Cartago y Popayán en 1865. Palau cambia el nombre del poblado recordando la prospera ciudad de Salento de Creta fundada por el rey Idomeo.
Se levantaron las primeras casas en el marco de la “Plaza de Mosquera” (primer nombre que tuvo la plaza principal en honor al presidente de la época, Tomás Cipriano de Mosquera). En 1871 se estableció una junta administradora presidida por Palau y donde estaban personalidades como Antonio Henao, Simón Castaño, Pedro Vicente Henao, Alejandro Echeverri, Aurelio Buitrago, Bruno Arias y Joaquín Buitrago. En ese año el poblado contaba con más de 14 mil hectáreas de territorio.
Más adelante los colonos de la villa cedieron terrenos y decidieron fundar poblados en toda la región del Quindío como Filandia, Circasia, Calarcá, Armenia y Montenegro, desde allí se empieza los procesos de colonización hacia el sur de la región. En ese tiempo la villa pertenecía al Estado Soberano del Cauca como distrito. Sin embargo con la guerra de los Mil Días y con el fin de proteger los archivos públicos, el poblado pierde su condición de distrito y el archivo pasa al corregimiento de Armenia donde finalmente se convierte en distrito en 1903. Finalmente en septiembre de 1908 Salento recupera su condición de distrito y pocos años después se convierte en municipio dentro del departamento de Caldas que fue creado en 1905.
El 1 de julio de 1966 es creado el departamento del Quindío quedando desde entonces Salento en él.
Salento sufrió el terremoto del 25 de enero de 1999 con el daño de algunas viviendas, el desarrollo económico del mismo se vio invadido de turistas, voluntarios y visitantes de todas las regiones y de todas las nacionalidades que vinieron al Quindío a brindar ayuda en la tragedia, sacaba su tiempo para disfrutar de la oferta turística que ofrecía el municipio en esa época.
Hoy Salento se convierte con la ayuda del sector público y privado en un importante centro cultural y turístico donde tanto los turistas como sus habitantes se sienten orgullosos por sus bellos paisajes y de una historia en la que se da en gran parte la historia de la comarca y que dio origen al desarrollo del Quindío.

## División Político-Administrativa
Su Cabecera municipal se encuentra dividido en los siguientes barrios: Las Colinas, Palmares de la Villa, Alto de la Cruz, Sector Centro, Palma de Cera, El Jardín, La Floresta, Nueva Floresta, El Bosque, Obrero, Santa Teresita, Francisco José de Caldas, Alto del Coronel, Fundadores, Sesquicentenario, La Calzada, Sector Hospital, Quinta de Barcinales, Boquerón, Ciudadela Frailejones y Buenavista.
Salento tiene bajo su jurisdicción los siguientes Centros poblados:
- Boquía
- La Explanación
- Los Pinos
- San Antonio
- San Juan de Carolina

### Veredas
Además, el municipio está compuesto con las siguientes veredas:
Cocora 15 287 ha, El Roble 921 ha, Boquia 4292 ha, El agrado 458 ha, Llanogrande 548 ha, Palestina 784 ha, Camino Nacional 3822 ha, Navarco 3567 ha, Canaán 686 ha, La Nubia 352 ha, Palo grande 901 ha, El Castillo 529 ha, Buenos Aires 4410 ha, Chagualá 202 ha y la Palmera 274 ha
Zonas Rurales Destacada
Navarco: Es una vereda que posee 23 afluentes de Agua, 2 ríos llamados Navarco del cual deriva la vereda su nombre y Boquerón que delimita la vereda en su parte Norte. Posee una reserva natural muy extensa y con muchas especies fauna y flora. En dicha reserva se construirá próximamente una represa, a modo de reserva hídrica para el departamento del Quindío. Navarco Tiene una escuela llamada "Niños de la esperanza", construida sobre un cementerio indígena. La temperatura promedio es de 6 a 18 grados centígrados.

## Turismo en Salento
La actividad turística en Salento inicia en los años ochenta con la promoción del mismo y del departamento en la iniciativa: "Somos Café y mucho más". 
Manteniendo una arquitectura colonial más tradicional que muchas otras ciudades, y gran parte de sus construcciones originales de bahareque, el centro histórico fue incluido como un sitio del patrimonio mundial, como parte del “Paisaje Cultural Cafetero” en 2011.

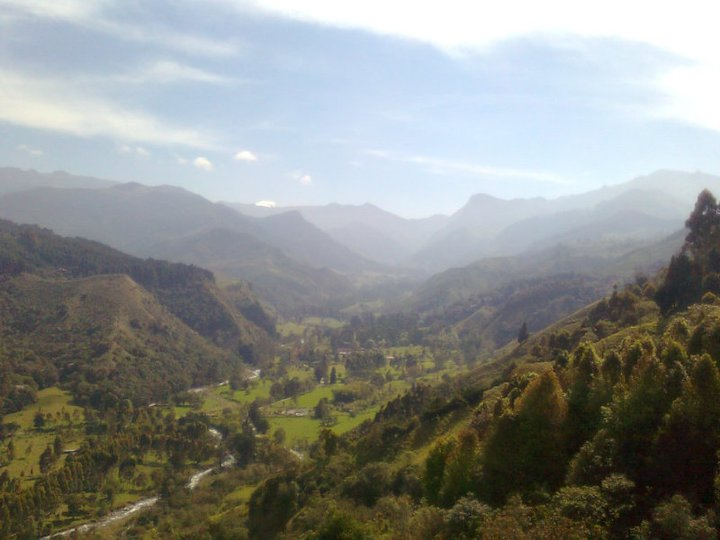
Vista desde el mirador de Salento

Entre sus atractivos más importantes se resaltan los siguientes:
- Valle de Cocora: El Valle de Cocora está ubicado al norte del municipio entre los 1800 y 2400 m s. n. m. y allí se encuentra el hábitat de la palma de cera por sus características geográficas del área de amortiguación del parque nacional natural de los nevados cuenta con una gran biodiversidad y riqueza paisajística de singular belleza ya que presenta un relieve montañoso y valles estrechos que van desde los 1300 hasta los 4750 m s. n. m. la diferencia de alturas sobre el nivel del mar da origen a tres pisos térmicos: medio, frío y páramo. En general se destacan tres paisajes: paisaje de montaña, paisaje de piedemonte y paisaje de valle. Siendo este el más visitado por turistas nacionales y extranjeros, que durante todo el año arriban para disfrutar este bello ecosistema.

- Parque Nacional Natural Los Nevados: Fue creado por el entonces INDERENA en el año de 1977 en los departamentos de Caldas, Quindío, Risaralda y Tolima. En este municipio se encuentra una buena parte de este santuario en la que se encuentra el Paramillo del Quindío, los Arenales del Quindío, la Cuchilla y la laguna Berlín, la Laguna Alta, el Cerro águila y la Cuchilla de la media luna. Allí cerca en límites con el departamento de Tolima se encuentra la Laguna del Encanto, los Pantanos de Peñas blancas, el Valle del placer y el Nevado de Tolima.

- Arquitectura Tradicional de la Colonización: Estas casas son las más representativas porque allí se evidencian la organización social del municipio a finales del siglo XIX e inicios del siglo XX. Ese tipo de construcciones representa un aspecto agradable, bello y homogéneo, no solo por la unidad de los conjuntos urbanos, sino por la calidad y el buen estado de las construcciones, las cuales están en buenas condiciones, de intenso colorido, ostentan grandes puertas en madera muy trabajada, ventanas de igual estilo y grandes balcones que sobresale del frente de las casas.

- Plaza de Bolívar: En ella se encuentran los monumentos al libertador Simón Bolívar en la que aparece una placa donde hace alusión al paso del libertador por estas tierras, también se encuentra un monumento al señor Pedro Vicente Henao uno de los fundadores de Salento y primer maestro de escuela del municipio. También en toda la plaza se encuentra unas placas con los datos de cada uno de los 12 municipios que conforman el departamento del Quindío y así mismo cada placa está acompañada de una palma de cera. La plaza de Mosquera como era llamada antiguamente fue demarcada en 1865.

- Calle Real: A lo largo de la calle y en ambos costados existen una gran variedad de almacenes y talleres de artesanías donde se exhiben trabajos en madera, guadua, fibras naturales, tejidos, joyería, entre otros. Además en algunos locales se encuentran productos alimenticios a base de café y restaurantes de comida típica.

- Iglesia de Nuestra Señora del Carmen: Fue la primera parroquia en establecerse en la hoya del Quindío en 1843. Con motivo de la creación de la villa de Boquia y con el traslado del pueblo hacia su ubicación original a principios del siglo XX se empezó a levantar el templo con dos torres. A raíz de los terremotos producidos en los años veinte la iglesia se reconstruyó con una sola torre. Fue afectada por el terremoto de 1999 la cual la llevó a que fuera remodelada con las técnicas avanzadas de construcción hasta la fecha no se ha terminado su proceso de remodelación. Su construcción es representativa de un arte español y colombiano que combinan maravillosamente.

- Ecoparque el Mirador y Alto de la Cruz: Para llegar al mirador y al sendero alto de la cruz hay dos opciones: una subiendo al Vía Crucis, que es un conjunto de escaleras que la conforman con 238 escalones que llevan hacia el alto de la cruz y tiene en sus descansos escenas del camino de Jesús hacia el calvario, y la otra es recorriendo la carrera 4 y llega hacia la estructura hecha en guadua y madera fina, allí se divisa el valle de Cocora y en un sendero hacia el alto de la cruz se divisa el casco urbano de Salento o en otro la belleza de un bosque natural donde se pueden observar aves, además en el mirador puede adquirir material turístico, productos típicos y escuchar a veces los sonidos de los Andes en vivo.

- Aldea del Artesano: Allí en algunos apartamentos existen almacenes de artesanías donde se puede adquirir productos hechos en fibras naturales y además admirar la arquitectura de sus casas apartamentos en donde se resalta los colores vivos y el entorno natural vecino de ellas. Además hay un sendero de interpretación ambiental y allí también se ejecutan los más exitosos circuitos de observación sobre el medio ambiente.

- Puente de la Explanación "El Amparo": Conocido por la comunidad como el puente del amparo y es considerado por expertos como una reliquia histórica de la arquitectura de los años veinte inaugurado en 1929 junto con la antigua estación del ferrocarril cuando llega por primera vez el tren a la región.

- Experiencias en el Valle Medio de Cocora: Delimitado por el nacimiento del Río Quindío donde confluyen las quebradas Cárdenas y San José hasta los predios de la hacienda El Cortijo. Esta porción del valle ofrece atractivos enmarcados en el concepto de desarrollo sostenible como caminatas y cabalgatas no convencionales por la Reserva Guadalajara, las Cascadas de Cocora y visitar la estación Biológica La Guayana.

- Coffee Tour : Ubicadas en la Vereda Palestina, varias fincas ofrecen tour guiado en español e inglés sobre el proceso artesanal de siembra, producción, beneficio, comercialización y preparación de un Café Especial Sostenible. Estas fincas típicas campesinas cuentan con senderos de cafetales en donde se puede observar la biodiversidad de un cultivo de café. Una opción para conocer más acerca de la cultura cafetera.

- Camino Nacional : Parte se este pasa por la Vereda Boquía, en el camino del indio inicia la reserva forestal la patasola, entre sus bosques se encuentran partes de lo que en algún momento fue el camino nacional o el camino del Quindío, el cual es apreciable en el EcoHotel La Montaña y la vereda Santa Rita la cual tiene tuneles y desagües que en algún momento sería el paso del tren.

- Parque Agroecológico "La Tierra Prometida": Ubicada en medio del espeso bosque tropical y de bellos cafetales donde la persona pueda admirar el paisaje por los miradores y por el “cerro de la panocha”. Además hay senderos donde la persona pueda caminar descalza sobre el bosque y también puede interactuar con los animales en la granja integral y a la vez disfrutar de las experiencias únicas para vivir e interactuar con la naturaleza, también hay una ruta que es una réplica del camino nacional y playas de arena donde pueda disfrutar el río como si estuviera en la playa. El parque agroecológico esta sobre el trayecto del Río Quindío, la quebrada Dos Quebradas y otras fuentes hídricas y humedales. El parque está ubicado en la Vereda La Nubia a 15 minutos de Armenia, si se desplazan por la vía a San Juan.

## Instituciones
Alcaldía Municipal: El gobierno de Salento actualmente es dirigido por su alcaldesa, la Administradora Pública Beatriz Díaz Salazar, en la cual tomó posesión en la Plaza Principal del Municipio el pasado 27 de diciembre de 2019. Entre sus principales retos de su alcaldesa es la de continuar con el proceso de reordenamiento y posicionamiento de la actividad turística y agrícola en el municipio, seguir repotencializando el campo, a través de apoyos de asistencia técnica asistida y recuperando cultivos como la Papa y los cítricos, promover el turismo rural y comunitario hacia las veredas del sur del municipio, dado su alcance con área del Paisaje Cultural Cafetero, inscrito en la lista UNESCO de Patrimonio Mundial.
Concejo Municipal: Es el órgano legislativo que aprueba los acuerdos municipales y realiza control político a la actual administración municipal. Está conformado por Nueve Concejales que representa a distintos sectores como el deportivo, turístico, equidad de género, niñez, el Campo, entre otros.
Personería Municipal: Es la entidad que vela por los derechos y deberes de todos los habitantes de Salento que están contemplados en la Constitución Política de Colombia. A partir del 15 de septiembre del año 2020, esta entidad es dirigida por el personero municipal, el abogado especialista Juan José Correa Lopera.
Organismos Autónomos de Carácter Municipal: En la actualidad existen organismos que velan por el bienestar de cada uno de los sectores vulnerables del municipio. Entre ellos destacamos el recién creado Concejo Municipal de Desarrollo Rural, La Asociación de Juntas de Acción Comunal, el Consejo Comunitario de Mujeres, la Plataforma Municipal de Juventud, el Consejo Municipal de Cultura, entre otros.
Entidades Privadas: En Salento se destacan algunas de ellas, como la Fundación Luz A. Salento, la Fundación Bahareque, la Fundación Proteger Salento, la Fundación Panorama Ambiental, la Asociación de Madres Unidas con Amor por Salento, la Fundación Palmitas Unidas, la Asociación de la Sociedad Civil, la asociación de productores lácteos de salento entre otras.

## Servicios públicos
- Energía Eléctrica: Empresa de Energía del Quindío (EDEQ), del grupo EPM, es la empresa prestadora del servicio de energía eléctrica.
- Gas Natural: Efigas es la empresa distribuidora y comercializadora de gas natural en el municipio.

## Galería

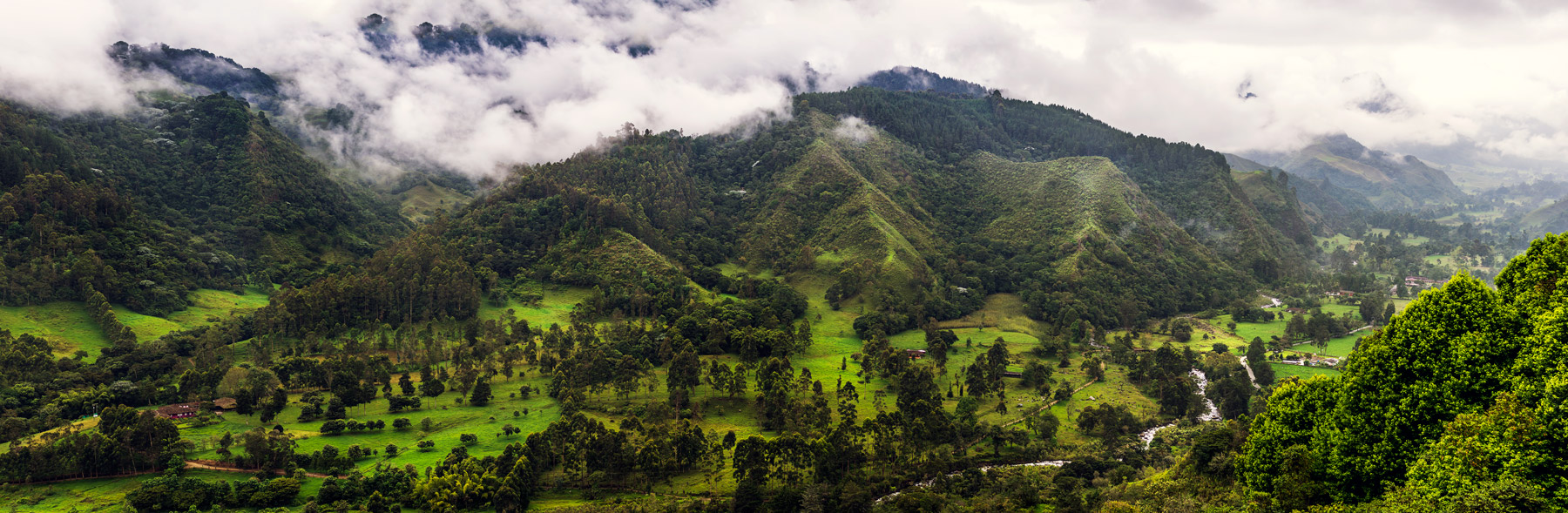
Se observa el valle de Cocora en momento de lluvia, en esta se aprecia el río Quindío, la captura fue hecha desde el mirador de salento.
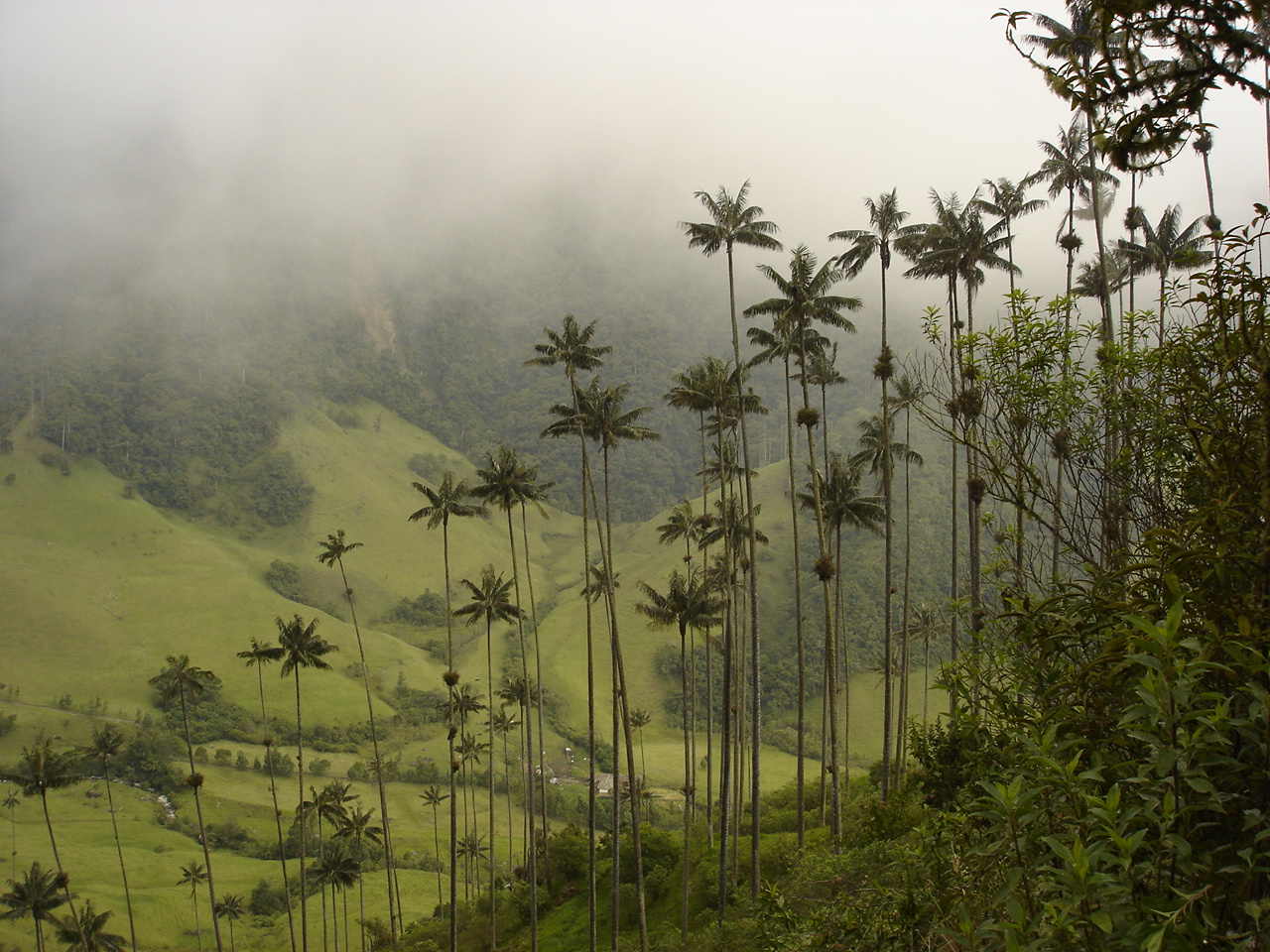
Bosques de Palma de Cera en el Valle de Cocora.
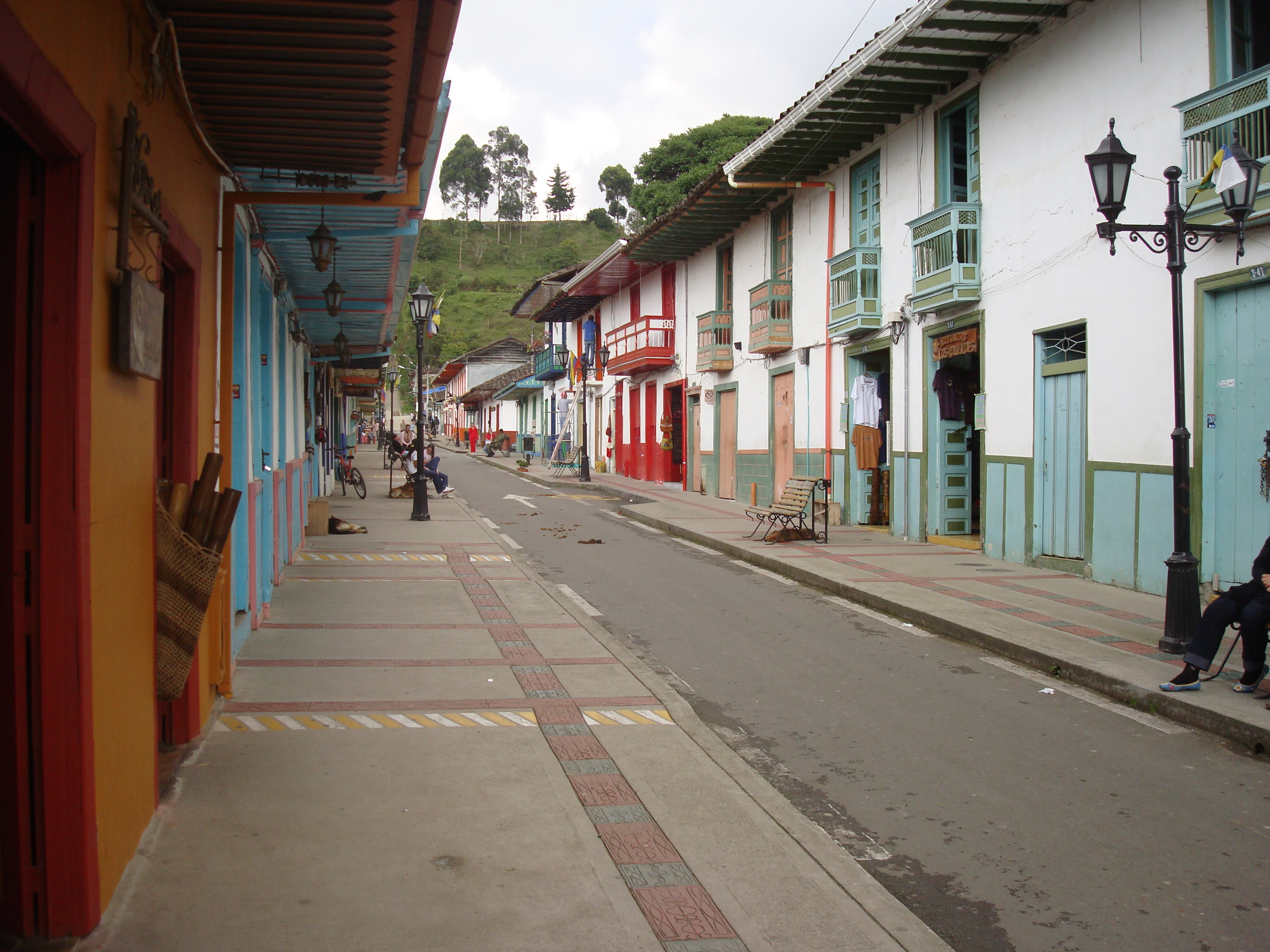
La Calle Real de Salento.
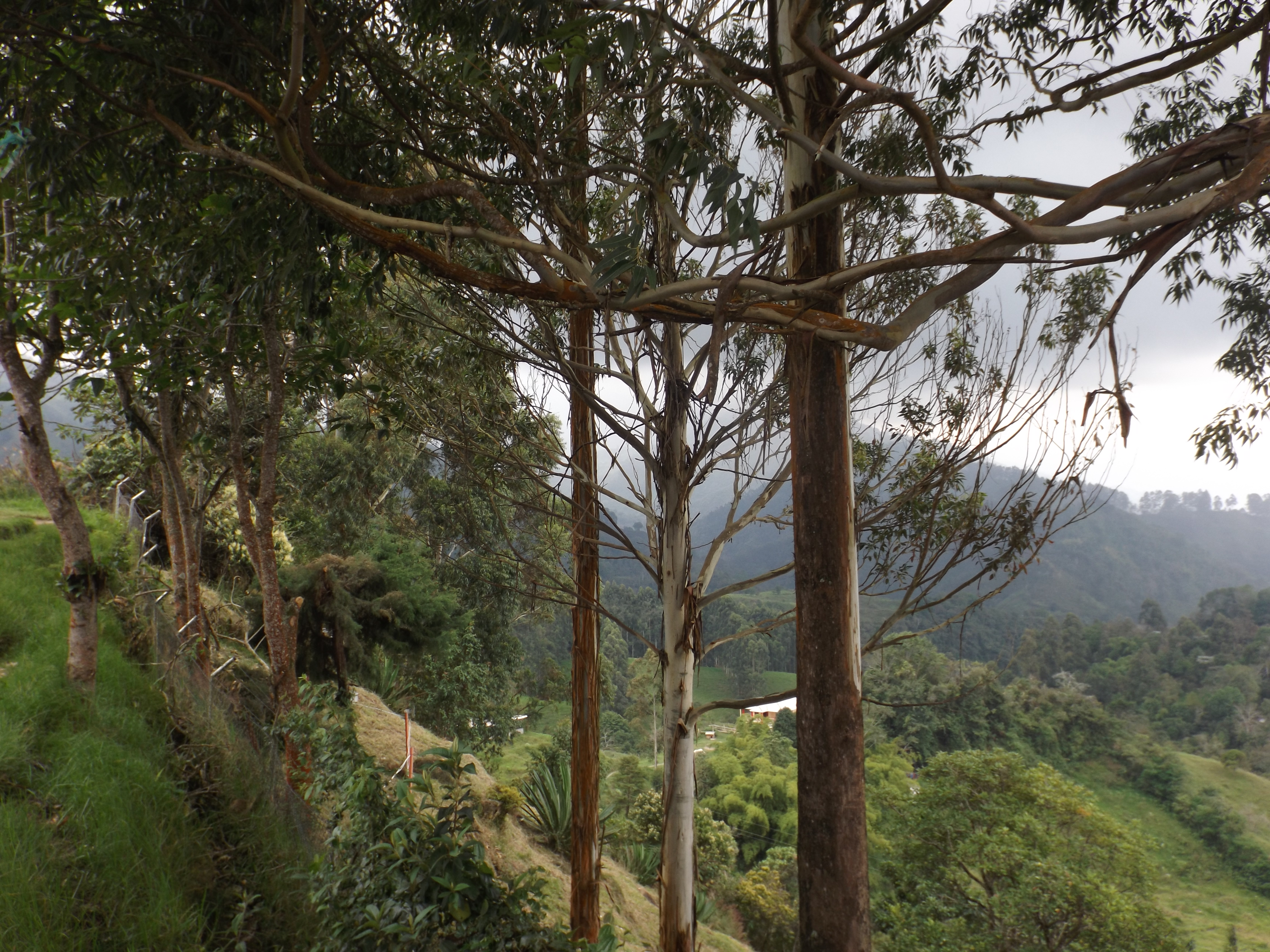
Paisaje observado desde el alto de la cruz, luego de subir 238 escalones.
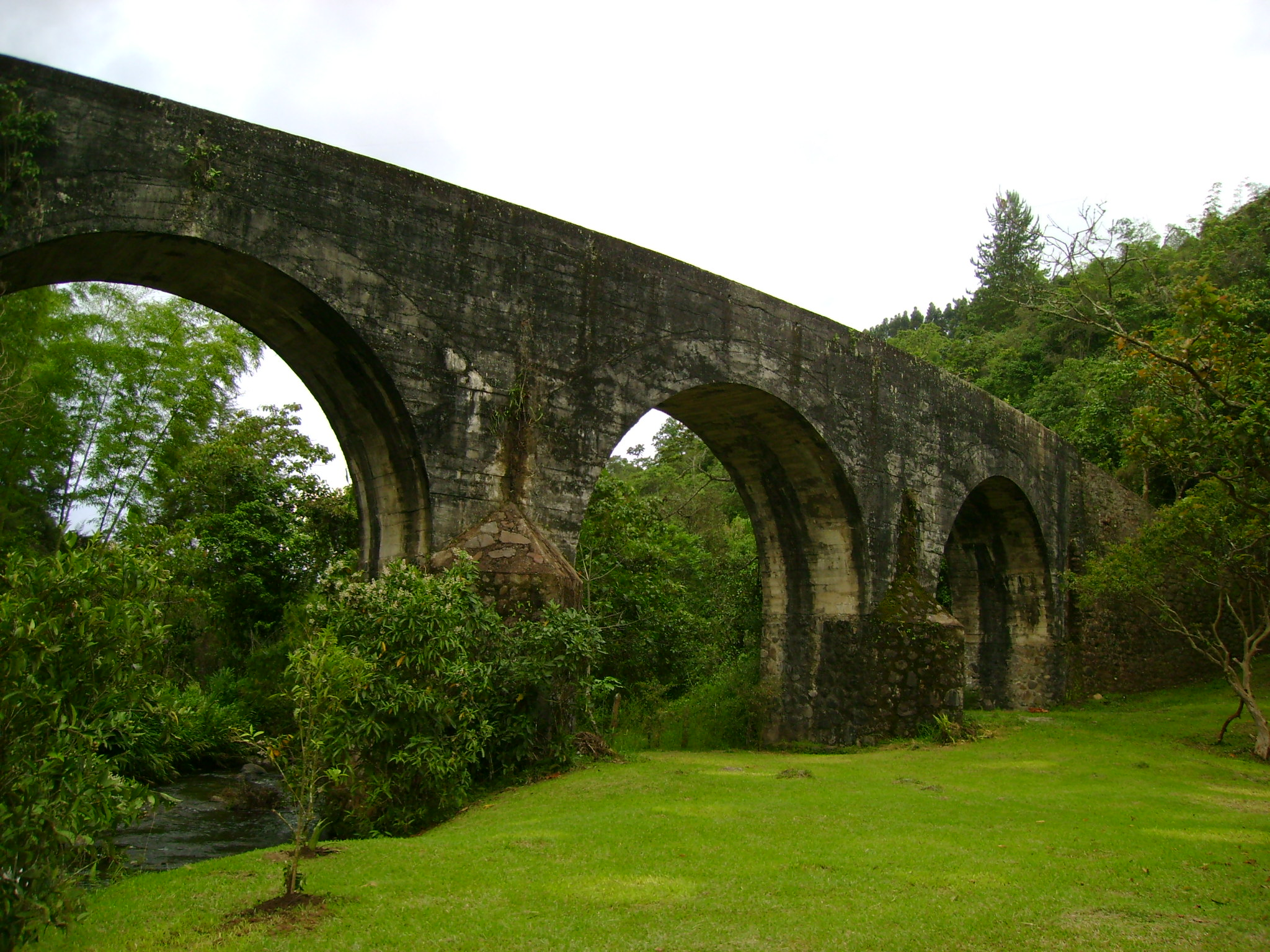
Puente de la Explanación en la Vereda Boquia.